# 소녀 학교에 가다
《소녀, 학교에 가다》는 2007년 7월 27일부터 9월 21일까지 엠넷 방송국에서 방영한 프로그램으로 소녀시대 아홉 구성원들의 여러 이야기를 담고 있다. 내용은 주로 소녀 학교에 가다라는 제목에 맞게 엠넷의 다른 프로그램인 스쿨 오브 락과 연계하여 학교에서 공연하는 모습과 그 뒷이야기들로 구성돼 있다. 슈퍼주니어의 멤버인 성민이 나레이션을 맡았으며 총 9편으로 구성돼 있다.

## 방영 목록
| 회 | 방영 일자       | 제목                       | 주요 내용 |
| -- | --------------- | -------------------------- | --- |
| 1  | 2007년 7월 27일 | 우리들은 소녀시대          | 합숙소 입소, 입소 기념 파티(신동, 이특 깜짝 방문), 스쿨 오브 락 견학 (군포고)                                         |
| 2  | 2007년 8월 3일  | 소녀들 첫 비방무대에 서라! | 스쿨 오브 락 비방무대 연습                                                                                            |
| 3  | 2007년 8월 10일 | 소녀들이여.. Show를 하라!  | 스쿨 오브 락 첫 비방무대 공연(장소 : 정신여고, 곡 : 브리트니 스피어스 - Do Somethin'), 다시 만난 세계 뮤직비디오 촬영 |
| 4  | 2007년 8월 17일 | 소녀시대, 우리는 하나!     | 스쿨 오브 락 패션쇼 참여, 비방무대 공연(설악 워터피아), 엠카운트다운 비방무대 공연, 티파니 생일파티                   |
| 5  | 2007년 8월 24일 | 소녀들,몰래카메라에 속다!  | 멤버별 오디션 영상 공개, 스쿨 오브 락 비방무대 공연(충주여고)에서 몰래카메라에 속다                                   |
| 6  | 2007년 8월 31일 | 소녀,보육원 습격사건!      | 스쿨 오브 락 촬영차 인천 보육원 방문, 팬 사인회                                                                       |
| 7  | 2007년 9월 7일  | 소녀들, 드디어..           | 잠실 야구장 시구, 스쿨 오브 락 본방무대에서 메인가수로 공연(북서울중), 스쿨 오브 락 제작진과 이별                     |
| 8  | 2007년 9월 14일 | 소녀시대 그 뒷 이야기      | 시청자들에게 보내는 메시지, 미방송분 방영                                                                             |
| 9  | 2007년 9월 21일 | 소녀…학교에 가다           | 깜짝 게릴라 콘서트 (배화여고), 아홉 멤버의 보너스 트랙                                                                |